# Liberato Marcial Rojas
Liberato Marcial Rojas Cabral (Assunção, 17 de agosto de 1870 — Montevidéu, 22 de agosto de 1922) foi um jornalista e político paraguaio, presidente do país de 5 de julho de 1911 a 22 de fevereiro de 1912.

## Trajetória
Rojas ocupou a presidência provisória da República em meio a um período de revoltas políticas. Ele havia sido designado pelo Congresso e durante seu governo a casa Patri foi adquirida para residência presidencial (atual Correio Geral); O Conselho Fiscal foi criado para emitir notas, e o ex-presidente Bernardino Caballero faleceu.
Um levante militar em 14 de janeiro de 1912 o forçou a renunciar, mas ele foi reintegrado três dias depois. O resto de seu governo passou em meio a convulsões políticas, sendo forçado novamente a renunciar pouco depois.
Casado com Susana Dolores Silva, era pai de Adolfo, Hermógenes (casado com Rosa Cubas) e Julio (casado com Celia Caligaris). Ele morreu em Montevidéu, em 22 de de Agosto de 1922.